# Leucotabanus
Leucotabanus is een vliegengeslacht uit de familie van de dazen (Tabanidae).

## Soorten
- L. ambiguus Stone, 1938
- L. annulatus (Say, 1823)